# Tallahassee
Tallahassee (anglicky [telehesí]; [ˡtæləˌhæsiː]) je hlavní město Floridy, a také hlavní město okresu Leon County.
V roce 2021 počet obyvatel dosáhl 196 169 obyvatel, včetně aglomerace přibližně 390 992.  
V Tallahassee sídlí Univerzita státu Florida a tři méně významné univerzity. Je to také regionální obchodní a zemědělské centrum, provozuje Tallahassee Regional Airport (Tallahasseeské Regionální letiště).

## Historie
Oblast byla osídlena od středověku Indiány Apalačské provincie. V 16. století území začali kolonizovat Španělé.
Název města Tallahassee je odvozen od Muskogeanského indiánského slova často překládaného jako „stará pole“, nebo „staré město“. Pravděpodobně to vychází z jazyka indiánského kmene Kríků (později se jim začalo říkat Seminolové, Indiánů, kteří do tohoto regionu přicestovali ke konci 18. století a na začátku 19. století. Součástí Spojených států se město stalo roku 1821. Hlavním městem Floridy bylo Tallahassee prohlášeno roku 1824.
Obyvatelé města jsou převážně přívrženci Demokratické strany, i když se město nachází na tradičně konzervativním severu státu.

## Demografie
Tallahassee je 12. nejrychleji rostoucí metropole na Floridě a svým 12,4% přírůstkem za rok je na tom lépe než Miami i Tampa.
Podle sčítání lidu z roku 2010 zde žilo 181 376 obyvatel.

### Rasové složení
- 57,4% Bílí Američané
- 35,0% Afroameričané
- 0,2% Američtí indiáni
- 3,7% Asijští Američané
- 0,1% Pacifičtí ostrované
- 1,3% Jiná rasa
- 2,3% Dvě nebo více ras

Obyvatelé hispánského nebo latinskoamerického původu, bez ohledu na rasu, tvořili 6,3% populace.

## Sport
- Tallahassee Tiger Sharks zdejší profesionální klub ledního hokeje z let 1994–2001.
- Každoročně se zde koná mezinárodní ATP challenger profesionálních tenistů.

## Osobnosti města
- Bruce Langhorne (1938 – 2017), kytarista a hudební skladatel
- Samuel Thornton Durrance (1943–2023), astronaut
- Shea Whigham (* 1969), herec
- Brian Olson (* 1973), judista
- Ato Hand (* 1975), judista
- T-Pain (* 1985), rapper, R&B zpěvák a hudební producent

## Partnerská města
- Krasnodar, Rusko
- Konongo-Odumase, Ghana
- Svatý Martin (nizozemská část), Nizozemské Antily
- Sligo, Irsko
- Ramat ha-Šaron, Izrael

Poloha Tallahassee na Floridě a v okrese Leon
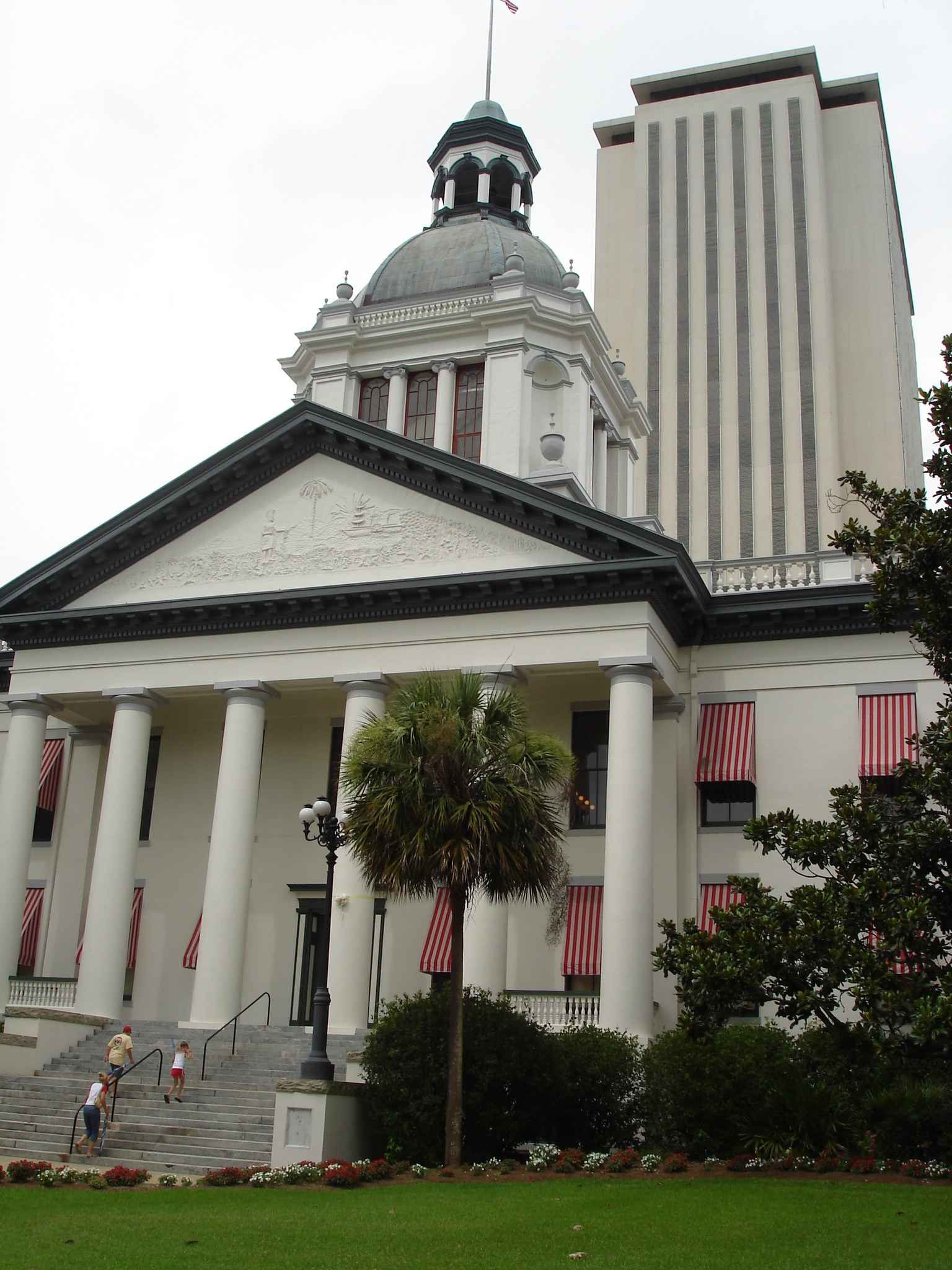
Starý a nový Kapitol